# Ghana op de Olympische Zomerspelen 1992
Ghana nam deel aan de Olympische Zomerspelen 1992 in Barcelona, Spanje. Het was de achtste deelname van het West-Afrikaanse land, dat een bronzen medaille wist te winnen dankzij de nationale voetbalploeg. 

## Medailleoverzicht
| Sport   | Olympiër | Onderdeel | Medaille |
| ------- | --- | --------- | -------- |
| Voetbal | Yaw Acheampong Simon Addo Sammi Adjei Mamood Amadu Frank Amankwah Bernard Aryee Isaac Asare Kwame Ayew Ibrahim Dossey Mohamed Gargo Dramani Kalilu Maxwell Konadu Samuel Kuffour Ablade Kumah Nii Lamptey Anthony Mensah Alex Nyarko Yaw Preko Shamo Quaye Oli Rahman | mannen    | Brons    |

## Deelnemers en resultaten per onderdeel

### Atletiek
| Olympiër                                                               | Discipline             | Resultaat | Prestatie                                                                      |
| ---------------------------------------------------------------------- | ---------------------- | --------- | ------------------------------------------------------------------------------ |
| Eric Akogyiram                                                         | 100m (m)               | 30e       | serie 6: 3de in 10,60 kwartfinale 1: 7de in 10,68                              |
| John Myles-Mills                                                       | 100m (m)               | 20e       | serie 5: 3de in 10,64 kwartfinale 2: 5de in 10,41                              |
| Emmanuel Tuffour                                                       | 100m (m)               | 12e       | serie 9: 3de in 10,45 kwartfinale 3: 3de in 10,31 halve finale 2: 6de in 10,34 |
| Nelson Boateng                                                         | 200m (m)               | 29e       | serie 6: 3de in 21,03 kwartfinale 2: 6de in 21,04                              |
| Emmanuel Tuffour                                                       | 200m (m)               | 11e       | serie 9: 3de in 21,07 kwartfinale 5: 4de in 20,58 halve finale 2: 5de in 20,78 |
| Solomon Amegatcher                                                     | 400m (m)               | DNF       | serie 1: 3de in 45,42 kwartfinale 3: niet gefinisht                            |
| Tim Hesse                                                              | 400m (m)               | 39e       | serie 8: 5de in 46,67                                                          |
| Kennedy Osei                                                           | 800m (m)               | 12e       | serie 4: 2de in 1.47,17 halve finale 2: 4de in 1.46,20                         |
| John Myles-Mills Eric Akogyiram Emmanuel Tuffour Samuel Nelson Boateng | 4x100m (m)             | 10e       | serie 3: 4de in 40,11 halve finale 1: 6de in 39,28                             |
| Francis DoDoo                                                          | hink-stap-springen (m) | 12e       | kwalificatie groep A: geen geldige poging                                      |

### Boksen
| Olympiër        | Discipline  | Resultaat | Prestatie                                            |
| --------------- | ----------- | --------- | ---------------------------------------------------- |
| Stephen Ahialey | -48kg (m)   | 9e        | 1ste ronde: vrij 2de ronde: V van GBR Williams: 3-11 |
| Alex Baba       | -51kg (m)   | 17e       | 1ste ronde: V van GBR Ingle: 7-9                     |
| Dong Seidu      | -63,5kg (m) | 17e       | 1ste ronde: V van BAR Henry: gediskwalificeerd       |
| Joseph Laryea   | -75kg (m)   | 17e       | 1ste ronde: V van CUB Hernandez: 0-6                 |

### Tafeltennis
| Olympiër                       | Discipline     | Resultaat | Prestatie                                                                                           |
| ------------------------------ | -------------- | --------- | --------------------------------------------------------------------------------------------------- |
| Helen Amankwah                 | enkelspel (v)  | 49e       | groep E: 4de V van JPN Sato: 0-2 V van INA Augustin: 0-2 V van CHN Chen: 0-2                        |
| Patience Opokua                | enkelspel (v)  | 49e       | groep H: 4de V van PRK Yu: 0-2 V van NZL Li: 0-2 V van USA Hugh-Yip: 0-2                            |
| Helen Amankwah Patience Opokua | dubbelspel (v) | 25e       | groep B: 4de V van JPN Matsumoto/Sato: 0-2 V van ROU Badescu/Bogoslov: 0-2 V van CHN Deng/Qiao: 0-2 |

### Voetbal
| Olympiër | Discipline | Resultaat | Prestatie |
| --- | ---------- | --------- | --- |
| Yaw Acheampong Simon Addo Sammi Adjei Mamood Amadu Frank Amankwah Bernard Aryee Isaac Asare Kwame Ayew Ibrahim Dossey Mohamed Gargo Dramani Kalilu Maxwell Konadu Samuel Kuffour Ablade Kumah Nii Lamptey Anthony Mensah Alex Nyarko Yaw Preko Shamo Quaye Oli Rahman | mannen     | Brons     | groep D: 1ste W van Australië: 3-1 G van Denemarken: 0-0 G van Mexico: 1-1 kwartfinale: W van Paraguay: 4-2 halve finale: V van Spanje: 0-2 bronzen finale: W van Australië: 1-0 |

| Groep D |            |             |             |             |             |            |            |            |        |
| #       | Land       | Wedstrijden | Wedstrijden | Wedstrijden | Wedstrijden | Doelpunten | Doelpunten | Doelpunten | Punten |
| #       | Land       | G           | W           | G           | V           | V          | T          | Saldo      | Punten |
| 1       | Ghana      | 5           | 1           | 2           | 0           | 4          | 2          | +2         | 4      |
| 2       | Australië  | 5           | 1           | 1           | 1           | 5          | 4          | +1         | 3      |
| 3       | Mexico     | 5           | 0           | 3           | 0           | 3          | 3          | 0          | 3      |
| 4       | Denemarken | 5           | 0           | 2           | 1           | 1          | 4          | -3         | 2      |

| Ronde          | Datum     | Plaats     | Land | Score  | Land |
| -------------- | --------- | ---------- | ---- | ------ | ---- |
| Groepsfase     |           |            |      |        |      |
| 26 juli        | Sabadell  | Ghana      | 3-1  | Mexico |      |
| 28 juli        | Zaragoza  | Denemarken | 0-0  | Ghana  |      |
| 30 juli        | Sabadell  | Mexico     | 1-1  | Ghana  |      |
| Kwartfinale    |           |            |      |        |      |
| 2 augustus     | Zaragoza  | Paraguay   | 2-4  | Ghana  |      |
| Halve finale   |           |            |      |        |      |
| 5 augustus     | Valencia  | Spanje     | 2-0  | Ghana  |      |
| Bronzen finale |           |            |      |        |      |
| 7 augustus     | Barcelona | Australië  | 0-1  | Ghana  |      |

Albanië · Algerije · Amerikaanse Maagdeneilanden · Amerikaans-Samoa · Andorra · Angola · Antigua en Barbuda · Argentinië · Aruba · Australië · Bahama's · Bahrein · Bangladesh · Barbados · België · Belize · Benin · Bermuda · Bhutan · Bolivia · Bosnië en Herzegovina · Botswana · Brazilië · Britse Maagdeneilanden · Bulgarije · Burkina Faso · Canada · Centraal-Afrikaanse Republiek · Chili · China · Chinees Taipei · Colombia · Congo-Brazzaville · Cookeilanden · Costa Rica · Cuba · Cyprus · Denemarken · Djibouti · Dominicaanse Republiek · Duitsland · Ecuador · Egypte · El Salvador · Equatoriaal-Guinea · Estland · Ethiopië · Fiji · Filipijnen · Finland · Frankrijk · Gabon · Gambia · Gezamenlijk team · Ghana · Grenada · Griekenland · Groot-Brittannië · Guam · Guatemala · Guinee · Guyana · Haïti · Honduras · Hongarije · Hongkong · Ierland · IJsland · India · Indonesië · Irak · Iran · Israël · Italië · Ivoorkust · Jamaica · Japan · Jemen · Jordanië · Kaaimaneilanden · Kameroen · Kenia · Koeweit · Kroatië · Laos · Lesotho · Letland · Libanon · Libië · Liechtenstein · Litouwen · Luxemburg · Madagaskar · Malawi · Malediven · Maleisië · Mali · Malta · Marokko · Mauritanië · Mauritius · Mexico · Monaco · Mongolië · Mozambique · Myanmar · Namibië · Nederland · Nederlandse Antillen · Nepal · Nicaragua · Nieuw-Zeeland · Niger · Nigeria · Noord-Korea · Noorwegen · Oeganda · Oman · Oostenrijk · Pakistan · Panama · Papoea-Nieuw-Guinea · Paraguay · Peru · Polen · Portugal · Puerto Rico · Qatar · Roemenië · Rwanda · Saint Vincent‑Grenadines · Salomonseilanden · Samoa · San Marino · Saoedi-Arabië · Senegal · Seychellen · Sierra Leone · Singapore · Slovenië · Soedan · Spanje · Sri Lanka · Suriname · Swaziland · Syrië · Tanzania · Thailand · Togo · Tonga · Trinidad en Tobago · Tsjaad · Tsjecho-Slowakije · Tunesië · Turkije · Uruguay · Vanuatu · Venezuela · Verenigde Arabische Emiraten · Verenigde Staten · Vietnam · Zaïre · Zambia · Zimbabwe · Zuid-Afrika · Zuid-Korea · Zweden · Zwitserland · Onafhankelijke olympische deelnemers